# Шумарски факултет Универзитета у Београду
Шумарски факултет је високошколска установа Универзитета у Београду. Налази се на Чукарици, односно на Бановом брду. Настава је почела 5. децембра 1920. Тренутни декан је Бранко Стајић.

## Историја
Основан је школске 1919/1920. године као одсек Пољопривредног-шумарског факултета, у Земуну. Уредбом владе НР Србије бр. 39. од 5. фебруара 1949. године као први посебан Шумарски факултет у Југославији уписан је у судски регистар Окружног привредног суда у Београду решењем Фи 1363/88. Наменска зграда Шумарског факултета саграђена је педесетих година 20. века, по пројекту Часлава Ђорђевић, површине 8.513 м². У непосредној близини смештена је научно-истраживачка установа Институт за шумарство, који има лабораторију хортикултуре, инсектаријум и три стакленика.
Шумарски факултет Универзитета у Београду има традицију дугу преко 100 година и представља најстарију и највишу високошколску и научну институцију у области шумарства, технологија, менаџмента и пројектовања намештаја и производа од дрвета, пејзажне архитектуре и хортикултуре и еколошког инжењеринга у заштити земљишних и водних ресурса у Србији.
Шумарски факултет припада изузетно значајној групацији факултета техничко-технолошких наука, у којој су још и Архитектонски, Грађевински, Електро-технички, Машински, Пољопривредни, Рударско-геолошки, Саобраћајни, Технолошко-металуршки и Факултет организационих наука у Београду и Технички факултет у Бору
Стручни кадар Шумарског факултета чине истакнути професори и реномирани стручњаци и истраживачи. Нашим студентима предају и гостујући професори из региона и света, а за студенте организујемо и програме међународне размене и специјализације у иностранству.
Студије на Шумарском факултету су конципиране тако да, након њиховог завршетака, дипломирани инжењери могу стручно и професионално да обављају све послове из области шумарства, дизајна и пројектовања намештаја и производа од дрвета, руковођења процесима и предузећима у дрвној индустрији, екологији и заштити земљишних и водних ресурса и пејзажној архитектури и хортикултури, уважавајући савремена технолошка достигнућа и ефекте промена биолошких, економских и друштвених процеса.
Пракса се обезбеђује у сарадњи са најбољим предузећима из области шумарства, пејзажне архитектуре, еколошког инжењеринга и производње, менаџмента и пројектовања намештаја и производа од дрвета.

## Смерови на Шумарском факултету у Београду
1. Одсек за ШУМАРСТВО И ЗАШТИТУ ПРИРОДЕ
2. Одсек за ТМП
3. Одсек за ПЕЈЗАЖНУ АРХИТЕКТУРУ И ХОРТИКУЛТУРУ
4. Одсек за ЕКОЛОШКИ ИНЖЕЊЕРИНГ У ЗАШТИТИ ЗЕМЉИШНИХ И ВОДНИХ РЕСУРСА

Одсек за ЕКОЛОШКИ ИНЖЕЊЕРИНГ У ЗАШТИТИ ЗЕМЉИШНИХ И ВОДНИХ РЕСУРСА,
СТУДИЈЕ МОДЕРНОГ ДОБА
Модел студија: 4+1 године (240 ЕСПБ + 60 ЕСПБ)
Посвећеност младим људима жељним знања, љубав према природи и знање у функцији развоја друштва који обезбеђује заштиту животне средине – оно су што спаја све људе са Одсека за еколошки инжењеринг у заштити земљишних и водних ресурса.
Еколошки инжењеринг у заштити земљишних и водних ресурса су студије модерног доба чији даљи развој има изузетан значај за човека и читав свет.
Наш Одсек обезбеђује највиши ниво знања, захваљујући врхунским стручњацима, савременим програмима, огледној настави и стручној пракси. Спајајући екологију и инжењеринг, бавимо се праћењем, обликовањем и изградњом екосистема. Преузмите брошуру.
ПОШТУЈЕМО ПРИРОДУ, ДОПРИНОСИМО ДРУШТВУ
Ми миримо природу и друштво, анализирамо и решавамо проблеме у области вода, земљишта, флоре и вегетације. Зато су студије еколошког инжењеринга изузетно значајне за друштвени и привредни развој Србије у 21 веку. Ово се посебно односи на водне, али и на земљишне ресурсе брдско-планинског подручја. Земљишни ресурси пре свега су битни као база за производњу биолошки безбедне хране у незагађеној природној средини. Значај еколошког инжењеринга огледа се и у томе што се заштита и очување водних и земљишних ресурса заснива на усклађивању развоја пољопривреде, шумарства и водопривреде.
ОСЛОЊЕНИ НА ТРАДИЦИЈУ, ОКРЕНУТИ БУДУЋНОСТИ
Уз ослањање на дугогодишњу традицију коју у високом образовању и научним истраживањима у области заштите од ерозије и уређивања бујица има наш Шумарски факултет, Одсек за еколошки инжењеринг данас развија савремене програме и стално унапређује наставни процес. Окренути смо анализама и решавању проблема рестаурације деградираних станишта, анализама ризика од природних катастрофа, управљању животном средином, анализама процеса деградације и пројектовању радова на рестаурацији деградираних терена.
КОМПЕТЕНЦИЈЕ
Компетенције које стиче дипломирани инжењери у области еколошког инжењеринга су: сви стручни теренски послови на пошумљавањима деградираних подручја, примена техника и стандардних технологија у заштити земљишта и вода (пре свега од процеса ерозије и бујичних токова), стручни радови на мелиорацији и заштити земљишта и уређењу бујичних водотока, одбрани од бујичних поплава, управљање сливовима с биолошко-еколошког, техничког и привредног становишта и др.
СТИЦАЊЕ ВЕШТИНА И ПРОХОДНОСТ КА ВИШИМ СТЕПЕНИМА СТУДИЈА
Дипломирани инжењери шумарства – област еколошки инжењеринг у заштити земљишних и водних ресурса, још у току студија, кроз разне семинаре и радионице, стичу значајно искуство и вештине, па су потпуно оспособљени за дипломске мастер и докторске академске студије из области еколошког инжењеринга на Шумарском факултету. Такође, они имају проходност и ка вишим степенима студија (мастер и докторске студије) на другим студијским програмима на Шумарском факултету или ка студијима сродних факултета биотехничких наука.
ШИРОК СПЕКТАР МОГУЋНОСТИ ЗАПОШЉАВАЊА
Дипломирани студенти су оспособљени за рад у приватним и јавним предузећима, истраживачким центрима, школама и факултетима, владиним организацијама као министарствима и агенцијама, локалним органима и општинама и др., у области шумарства, водопривреде и заштите природе и животне средине.

## Арборетум Шумарског факултета
Арборетум Шумарског факултета формиран је у периоду између 1956. и 1959. године после пресељења Шумарског факултета из зграде Пољопривредног факултета у Земуну у садашњу зграду на Бановом брду. Арборетум је основао професор Дендрологије са фитоценологијом на тадашњој Катедри Гајења шума Одсека за шумарство Бранислав Јовановић, са својим сарадницима и био је управник Арборетума све до пензионисања 1984. године.
Арборетум је, због својих изузетних ботаничких и пејзажно-архитектонских вредности 2011. године проглашен за споменик природе флористичког карактера III категорије.